# Kei (langue)
Pour les articles homonymes, voir Kei.
Le kei (encore appelé kai, saumlaki ou veveu evav) est une langue d'Indonésie parlée dans les Moluques. En 2000, le nombre de ses locuteurs est estimé à 85 000. Ils habitent les îles de Kei Besar (« Grande Kei ») et Kei Kecil (« Petite Kei »), ainsi que les îles voisines, dans le kabupaten des Moluques du Sud-Est occidentales.

## Classification
Le kei appartient au groupe des langues malayo-polynésiennes centrales des langues austronésiennes.